# Campeonato Amapaense Segunda Divisão
Il Campeonato Amapaense Segunda Divisão è il secondo livello calcistico nello stato dell'Amapá, in Brasile.

## Albo d'oro
| Anno | Campione   |
| ---- | ---------- |
| 1956 | Santa Cruz |
| 1964 | Ypiranga   |
| 1984 | Lagoa      |
| 1987 | Ypiranga   |
| 1988 | Cristal    |
| 2005 | Cristal    |
| 2007 | Santos     |

## Titoli per squadra
| Squadra    | Città  | Titoli |
| ---------- | ------ | ------ |
| Cristal    | Macapá | 2      |
| Ypiranga   | Macapá | 2      |
| Lagoa      | Macapá | 1      |
| Santa Cruz | Macapá | 1      |
| Santos     | Macapá | 1      |